# 三菱ふそう・DC系エンジン

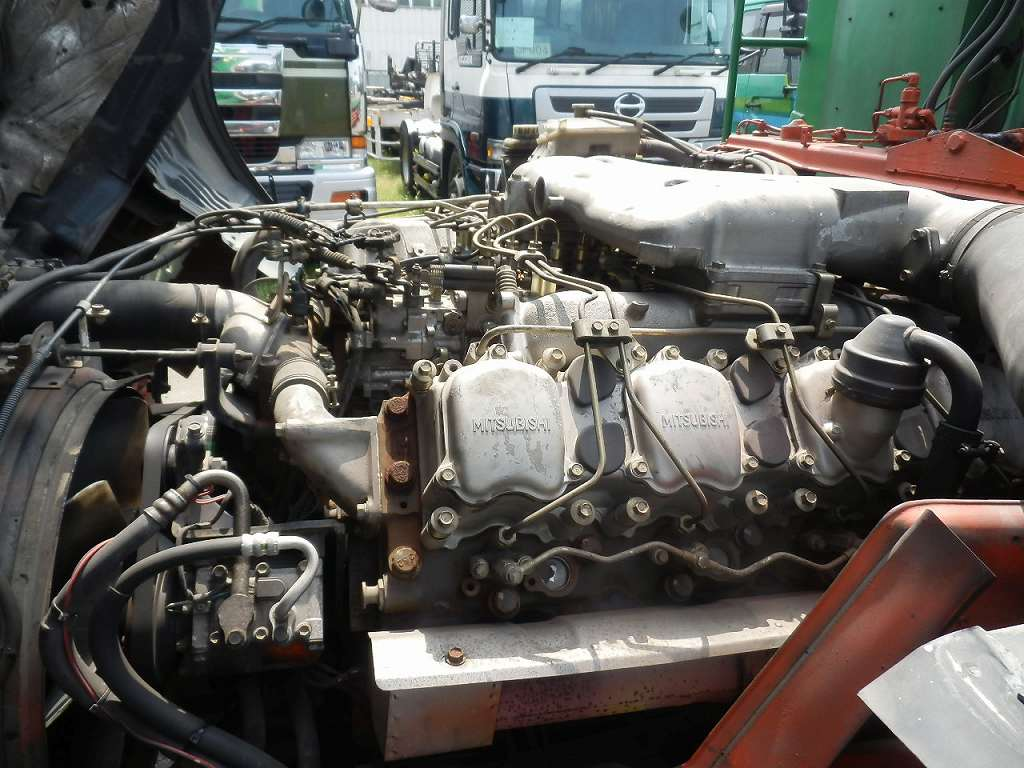
17,737cc 355hpの8DC11エンジン

三菱ふそう・DC系エンジンは、1967年から2005年にかけて三菱自動車工業（2003年1月から三菱ふそうトラック・バス）の大型トラック・バスに搭載または産業用（定置型）に用いられたディーゼルエンジンである。

## シリーズの変遷
1967年、名神高速道路が開通、東名高速道路の建設が進み、高速大量輸送時代が到来するのに合わせて三菱重工業が新たに開発したのが、それまでのDB系に変わる新系列のDC系エンジンである。
1985年にバス用の8DC9(T6)エンジンで初めて圧縮開放式の補助エンジンブレーキ・パワータードが採用された。ただし2バルブであるため第3弁を設けたものである。
1990年に新系列のM2系が発売されてからもトラック用エンジンでパワータードが採用され、引き続き汎用的な出力帯の無過給エンジンの主力であった。
2000年のマイナーチェンジでは、8DC11型1機種のみ平成11年規制に適合してスーパーグレートおよびエアロバスに採用された。
2005年市販車向けの展開終了（後継は6M70系）。産業用は8DC9型（ターボ付）を継続生産している。

## シリーズの解説

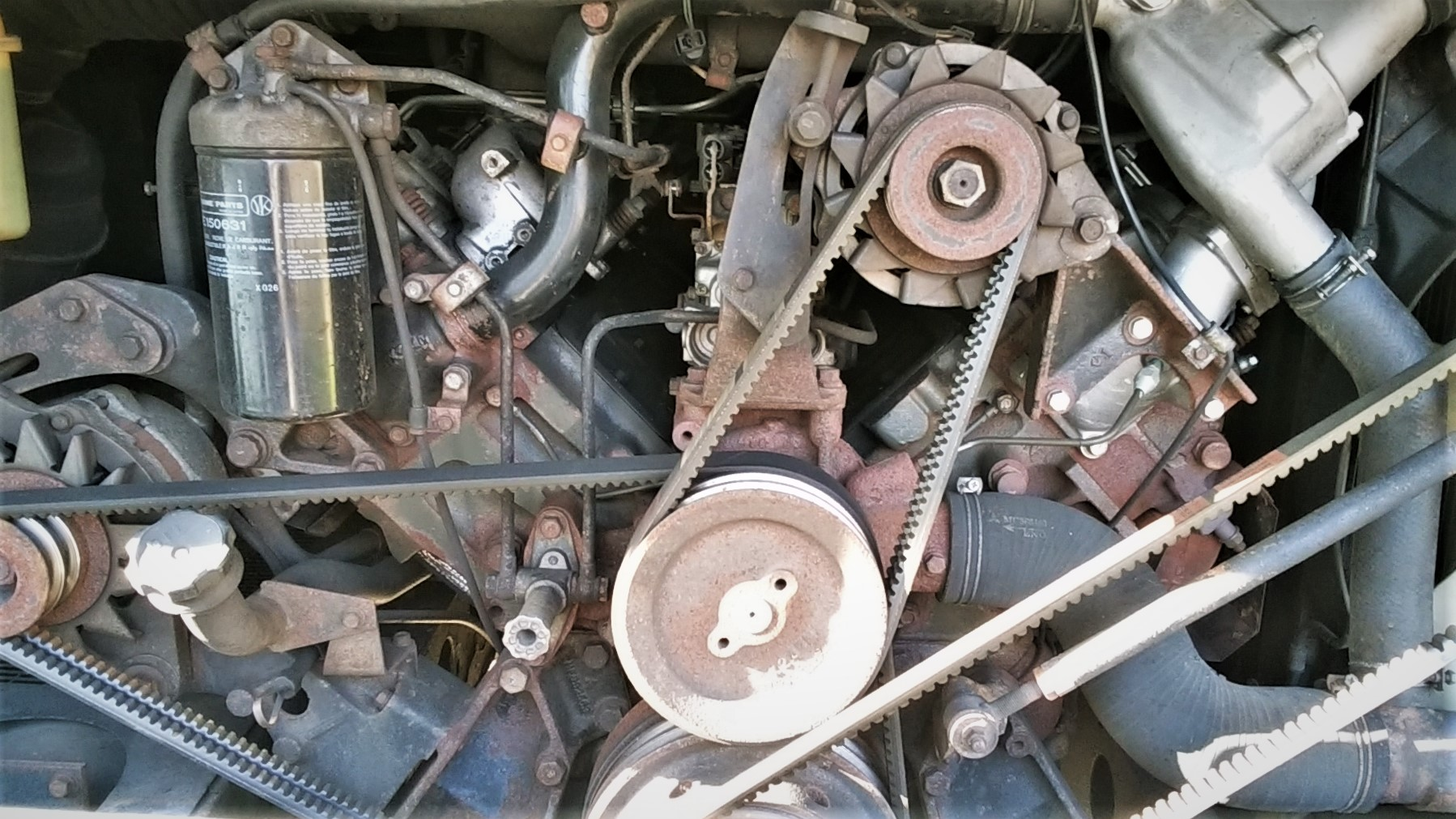
エアロバス(KC-MS829P)に搭載された8DC11

6DC2、8DC2-C、8DC2、8DC6-C、8DC6、10DC6は予燃焼室式、その他は直接噴射式である。
- 6DC2(ﾎﾞｱ130mm ｽﾄﾛｰｸ125mm 排気量9,955cc 200PS 67kg･m)
- 8DC2-C(ﾎﾞｱ130mm ｽﾄﾛｰｸ125mm 排気量13,273cc 230ps 78kg･m)
- 8DC2(ﾎﾞｱ130mm ｽﾄﾛｰｸ125mm 排気量13,273cc 265ps 89kg･m)
- 8DC2-T(ﾎﾞｱ130mm ｽﾄﾛｰｸ125mm 排気量13,273cc 330ps 112kg･m) (ターボ、主にクレーンキャリア)
- 8DC4(ﾎﾞｱ130mm ｽﾄﾛｰｸ125mm 排気量13,273cc 250ps 89kg･m)（構内専用車のみ設定）
- 8DC4(ﾎﾞｱ130mm ｽﾄﾛｰｸ125mm 排気量13,273cc 265ps 89kg･m)
- 8DC6-C(ﾎﾞｱ135mm ｽﾄﾛｰｸ130mm 排気量14,886cc 280ps 96kg･m)
- 8DC6(ﾎﾞｱ135mm ｽﾄﾛｰｸ130mm 排気量14,886cc 300ps 103kg･m)
- 8DC7(ﾎﾞｱ130mm ｽﾄﾛｰｸ130mm 排気量13,804cc 280ps 96kg･m)
- 8DC8(ﾎﾞｱ135mm ｽﾄﾛｰｸ130mm 排気量14,886cc 295ps 104kg･m)（構内専用車のみ設定）
- 8DC8(ﾎﾞｱ135mm ｽﾄﾛｰｸ130mm 排気量14,886cc 305ps 104kg･m)
- 8DC8(ﾎﾞｱ135mm ｽﾄﾛｰｸ130mm 排気量14,886cc 275ps 96kg･m)（昭和54年規制）
- 8DC8(ﾎﾞｱ135mm ｽﾄﾛｰｸ130mm 排気量14,886cc 290ps 100kg･m)（昭和58年規制）
- 8DC8(ﾎﾞｱ135mm ｽﾄﾛｰｸ130mm 排気量14,886cc 275ps 100kg･m)（平成元年規制）
- 8DC9(ﾎﾞｱ135mm ｽﾄﾛｰｸ140mm 排気量16,031cc 310ps 108kg･m)（昭和54年規制）
- 8DC9(ﾎﾞｱ135mm ｽﾄﾛｰｸ140mm 排気量16,031cc 320ps 110kg･m)（昭和58年規制）
- 8DC9(ﾎﾞｱ135mm ｽﾄﾛｰｸ140mm 排気量16,031cc 300ps 105kg･m)（平成元年規制）
- 8DC9(ﾎﾞｱ135mm ｽﾄﾛｰｸ140mm 排気量16,031cc 310ps 107kg･m)（平成6年規制）
- 8DC9-T(ﾎﾞｱ135mm ｽﾄﾛｰｸ140mm 排気量16,031cc 360ps 130kg･m)
- 8DC9-T0(ﾎﾞｱ135mm ｽﾄﾛｰｸ140mm 排気量16,031cc 380ps 142kg･m)（ツインターボ）
- 8DC9-T2(ﾎﾞｱ135mm ｽﾄﾛｰｸ140mm 排気量16,031cc 430ps 160kg･m)（インタークーラー付ツインターボ、昭和58年・平成元年規制）
- 8DC9-T2(ﾎﾞｱ135mm ｽﾄﾛｰｸ140mm 排気量16,031cc 440ps 160kg･m)（インタークーラー付ツインターボ、平成6年規制）
- 8DC9-T6(ﾎﾞｱ135mm ｽﾄﾛｰｸ140mm 排気量16,031cc 380ps 137kg･m)（ターボ、バス用）
- 8DC9-T7(ﾎﾞｱ135mm ｽﾄﾛｰｸ140mm 排気量16,031cc 390ps 146kg･m)（インタークーラー付ツインターボ）
- 8DC10(ﾎﾞｱ138mm ｽﾄﾛｰｸ140mm 排気量16,752cc 335ps 120kg･m)
- 8DC11(ﾎﾞｱ142mm ｽﾄﾛｰｸ140mm 排気量17,737cc 355ps 125kg･m)（昭和58年・平成元年・6年規制）
- 8DC11(ﾎﾞｱ142mm ｽﾄﾛｰｸ140mm 排気量17,737cc 330ps 120kg･m)（平成11年規制）
- 10DC6(ﾎﾞｱ135mm ｽﾄﾛｰｸ130mm 排気量18,608cc 375ps 130kg･m)
- 10DC8(ﾎﾞｱ135mm ｽﾄﾛｰｸ130mm 排気量18,608cc 375ps 130kg･m)（昭和49年規制）
- 10DC8(ﾎﾞｱ135mm ｽﾄﾛｰｸ130mm 排気量18,608cc 360ps 125kg･m)（昭和51年規制）
- 10DC11(ﾎﾞｱ142mm ｽﾄﾛｰｸ140mm 排気量22,171cc 440ps 156kg･m)
- 12DC2(ﾎﾞｱ130mm ｽﾄﾛｰｸ125mm 排気量19,910cc 350ps 120kg･m)

## 主な搭載車種
トラック
- Tシリーズ（T800/T900系）
- Fシリーズ（FU/FV系）
- ザ・グレート
- スーパーグレート

バス
- B8/B9系
- MS512/513/613/615系
- エアロバス（MS7系は8DC8・9・10・11、MS8系は8DC9・10・11）
- エアロクィーン（MS725系は8DC9ターボ、MS729系は8DC11）
- エアロキング（8DC9ターボ:MU515TA/MU525TA）